# Chrysopa timberlakei
Chrysopa timberlakei är en insektsart som beskrevs av Penny et al. 2000. Chrysopa timberlakei ingår i släktet Chrysopa och familjen guldögonsländor. Inga underarter finns listade i Catalogue of Life.